# Liste des récompenses et nominations d'iKon
Ci-dessous se trouve une liste des prix et nominations reçus par le boys band sud-coréen iKON, formé en 2015 par YG Entertainment.

## Corée du Sud

### Gaon Chart K-Pop Awards
| Année | Travail nommé | Prix                           | Résultat   |
| ----- | ------------- | ------------------------------ | ---------- |
| 2015  | "My Type"     | Chanson du mois (septembre)    | Lauréat    |
| 2015  | iKON          | Nouvel artiste de l'année      | Lauréat    |
| 2015  | iKON          | Vote mobile Prix de Popularité | Nomination |

### MelOn Music Awards
| Année | Travail nommé | Prix                    | Résultat   |
| ----- | ------------- | ----------------------- | ---------- |
| 2015  | "My Type"     | Netizen Popularité      | Nomination |
| 2015  | iKON          | Meilleur nouvel artiste | Lauréat    |

### Mnet Asian Music Awards
| Année | Travail nommé | Prix                             | Résultat   |
| ----- | ------------- | -------------------------------- | ---------- |
| 2015  | iKON          | Meilleur nouvel artiste masculin | Lauréat    |
| 2015  | iKON          | UnionPay Artiste de l'année      | Nomination |

### Seoul Music Awards
| Année | Travail nommé | Prix                   | Résultat   |
| ----- | ------------- | ---------------------- | ---------- |
| 2015  | "Rhythm Ta"   | Prix Bonsang           | Nomination |
| 2015  | iKON          | Prix du nouvel artiste | Lauréat    |
| 2015  | iKON          | Prix de popularité     | Nomination |
| 2015  | iKON          | Prix spécial Hallyu    | Nomination |

### Golden Disk Awards
| Année | Travail nommé           | Prix                       | Résultat   |
| ----- | ----------------------- | -------------------------- | ---------- |
| 2015  | Welcome Back            | Disk Bonsang               | Nomination |
| 2015  | "My Type"               | Digital Bonsang            | Nomination |
| 2015  | iKON                    | Prix du nouvel artiste     | Lauréat    |
| 2015  | Welcome Back, "My Type" | Prix de popularité (Corée) | Nomination |
| 2015  | Welcome Back, "My Type" | Prix de popularité (monde) | Nomination |

## Chine

### Netease Attitude Awards
| Année | Travail nommé | Prix            | Résultat |
| ----- | ------------- | --------------- | -------- |
| 2015  | iKON          | Meilleur groupe | Lauréat  |

### QQ Music Awards
| Année | Travail nommé | Prix                                         | Résultat |
| ----- | ------------- | -------------------------------------------- | -------- |
| 2016  | iKON          | Meilleur nouveau groupe                      | Lauréat  |
| 2016  | Welcome Back  | Album de l'année (recommandé par les médias) | Lauréat  |

### 20eChina Music Awards
| Année | Travail nommé | Prix                                    | Résultat |
| ----- | ------------- | --------------------------------------- | -------- |
| 2016  | iKON          | Groupe coréen le plus populaire en Asie | Lauréat  |

## Émissions musicales

### Show! Music Core(MBC)
| Année | Date         | Chanson   |
| ----- | ------------ | --------- |
| 2015  | 26 septembre | "My Type" |

### Inkigayo(SBS)
| Année | Date         | Chanson   |
| ----- | ------------ | --------- |
| 2015  | 27 septembre | "My Type" |
| 2015  | 4 octobre    | "My Type" |
| 2015  | 29 novembre  | "Apology" |

### M! Countdown(Mnet)
| Année | Date       | Chanson       |
| ----- | ---------- | ------------- |
| 2015  | 8 octobre  | "Rhythm Ta"   |
| 2016  | 14 janvier | Dumb & Dumber |
| 2016  | 21 janvier | Dumb & Dumber |
| 2016  | 28 janvier | Dumb & Dumber |